# Структура порового простору

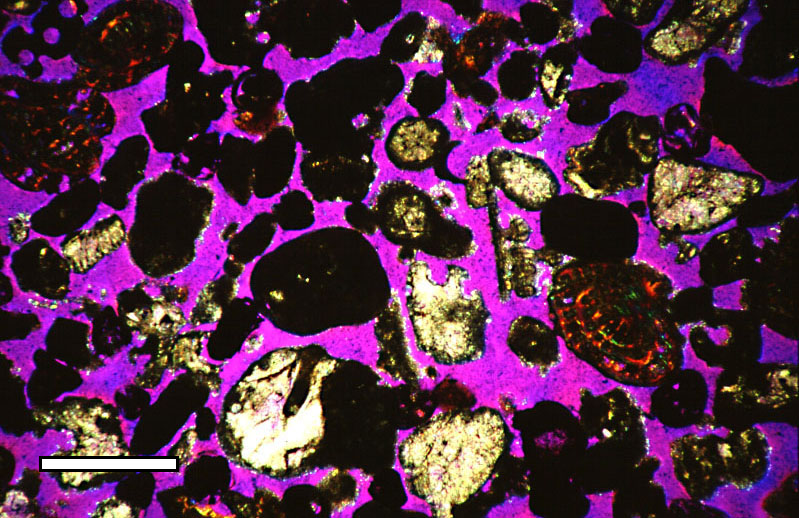
Пористість показано фіолетовим кольором (Тонкий зріз під гіпсовою пластиною з мікроскопічними зернами карбонату). Масштабна шкала 500 мікрометрів.

Структура порового простору — особливості будови пор порового середовища, що зумовлені їх формою і розміром, їх кількісним співвідношенням і сполучуваністю, просторовим розподілом.
Структура порового простору порід зумовлена ґранулометричним складом частинок, їх формою, хімічним складом порід, походженням пор, а також співвідношенням кількості великих і малих пор. Структура породи визначається переважно розміром і формою зернин. За розмірами розрізняють структури: псефітову (порода складається з уламків понад 1-2 мм), псамітову (0,1 — 1 мм), алевритову (0,01 — 0,1 мм), пелітову (0,01 мм і менше). До текстурних особливостей породи відносять шаруватість, характер розміщення і розташування порід, взаєморозташування і кількісне співвідношення цементу і зернин породи і деякі інші риси будови. Роль цементу часто виконують глинисті речовини. Зустрічаються також цементи хемогенного походження (карбонати, оксиди і гідрооксиди, сульфати). В більшій мірі властивості пористих середовищ залежать від розміру порових каналів. За величиною порові канали нафтогазових пластів умовно поділяють на три групи: надкапілярні — понад 0,5 мм; капілярні — від 0,5 до 0,0002 мм (0,2 мкм); субкапілярні — менше 0,0002 мм (0,2 мкм). По великих (надкапілярних) каналах і порах рух нафти, води і газу проходить вільно, а по капілярних — при значній участі капілярних сил. У субкапілярних каналах рідина в такій мірі утримується силою притягання стінок каналів (внаслідок малої відстані між стінками каналу рідина в ній знаходиться в сфері дії молекулярних сил матеріалу породи), що практично в природних умовах пересуватися в них на може. Середній радіус r (в м) пор у взірці породи залежить від коефіцієнтів проникності k (в м2) і пористості m (безрозмірна величина) породи.
Розподіл пор за розмірами визначають методом втискування ртуті у взірці, методом напівпроникних перегородок або відцентровим методом (експериментальна порометрія). Виміри показують, що радіуси пор, по яких в основному рухаються рідини, знаходяться в межах 3-30 мкм. Умовно вважається, що фільтрація має місце в порах, розмір яких перевищує 1 мкм.